# Thubten Norsang
Thubten Norsang aussi appelé Ta Lama Thubten Norsang et Chokteng Ta Lama Thupten Norsang, (tibétain : ལྕོག་སྟེང་ཏ་བླ་མ་ཐུབ་སྟན་ནོར་བཟང, Wylie : lcog steng ta bla ma thub stan nor bzang ; 1903, Tibet - 1979, Chicago, États-Unis) est un moine fonctionnaire, homme politique, ministre de la religion du gouvernement tibétain en exil. 

## Biographie
Thubten Norsang est né en 1903. Issu d'une famille noble, il se destine à la carrière d'un moine fonctionnaire. A 18 ans, il rejoint le monastère de Séra où il devient le disciple de Tsedrön Tenpa Dhargye dont il devient le serviteur au Norbulingka. Il entre en contact avec Ugyen Rinpoché du Sikkim. Après la mort de Tsedrön Tenpa Dhargye, il est placé sous la direction du 13e dalaï-lama, puis, après sa mort, il assume des postes mineurs au sein du gouvernement tibétain. Sous la régence de Réting Rinpoché, il reçoit le grade officiel de Tsedrön. En 1936, il devient Drunyigchenmo. Vers la fin des années 1930, il est assistant du Dzasa Lama de Tashi Lhunpo. De 1951 à 1959, il est secrétaire particulier du 14e dalaï-lama. Il est nommé Chikyab Khenpo à Dromo. En 1959, il devient ministre (kalön) des affaires religieuses. En 1968, il démissionne de la fonction publique et rejoint Bylakuppe. En 1979, il s'installe aux États-Unis et meurt à Chicago.